# Abdij van Chambarand
De Abdij van Chambarand is een cisterciënzerabdij van zusters trappistinnen, gesticht in 1868, in de Dauphiné, in Roybon midden tussen Valence en Grenoble. Nog steeds leven de zusters er volgens de regels in stilte, in hun behoeften zelf voorziend door hun werk. De door hen geproduceerde kaas wordt met zorg volgens de tradities bereid.

## Fromage de Chambarand
De Fromage de Chambarand is een Franse kaas.
De kaas kent een rijpingstijd van ongeveer één maand in de kelders van de abdij.
De kaas van de Abbaye de Tamié is op hetzelfde recept gebaseerd.